# Mellinia
Mellinia là một chi bướm đêm thuộc họ Noctuidae.